# Marlieux
Marlieux est une commune française, située dans le département de l'Ain en région Auvergne-Rhône-Alpes.

## Géographie
Marlieux se situe en plein cœur de la Dombes, dans les environs de Villars-les-Dombes et de Châtillon-sur-Chalaronne.

### Transports
La commune fut desservie par le chemin de fer dès 1866 avec l'ouverture par la Compagnie de la Dombes de la ligne de Lyon-Saint-Clair à Bourg-en-Bresse.
Une compagnie de chemin de fer secondaire, la Compagnie du chemin de fer de Marlieux à Châtillon (MC), reprise ultérieurement par les Tramways de l'Ain, exploita de 1879 à 1934 une ligne à voie métrique de la gare de Marlieux à Châtillon-sur-Chalaronne. À présent, l'ancien bâtiment voyageurs est occupé par la mairie de Marlieux.

### Climat
Pour des articles plus généraux, voir Climat d'Auvergne-Rhône-Alpes et Climat de l'Ain.
En 2010, le climat de la commune est de type climat océanique dégradé des plaines du Centre et du Nord, selon une étude du CNRS s'appuyant sur une série de données couvrant la période 1971-2000. En 2020, Météo-France publie une typologie des climats de la France métropolitaine dans laquelle la commune est dans une zone de transition entre le climat semi-continental et le climat de montagne et est dans la région climatique Bourgogne, vallée de la Saône, caractérisée par un bon ensoleillement (1 900 h/an), un été chaud (18,5 °C), un air sec au printemps et en été et des vents faibles.
Pour la période 1971-2000, la température annuelle moyenne est de 11,2 °C, avec une amplitude thermique annuelle de 17,7 °C. Le cumul annuel moyen de précipitations est de 970 mm, avec 10,5 jours de précipitations en janvier et 7,5 jours en juillet. Pour la période 1991-2020, la température moyenne annuelle observée sur la station météorologique installée sur la commune est de 12,2 °C et le cumul annuel moyen de précipitations est de 909,1 mm,. Pour l'avenir, les paramètres climatiques de la commune estimés pour 2050 selon différents scénarios d'émission de gaz à effet de serre sont consultables sur un site dédié publié par Météo-France en novembre 2022.
| Mois                                  | jan.           | fév.             | mars             | avril         | mai             | juin           | jui.           | août           | sep.            | oct.            | nov.            | déc.           | année     |
| ------------------------------------- | -------------- | ---------------- | ---------------- | ------------- | --------------- | -------------- | -------------- | -------------- | --------------- | --------------- | --------------- | -------------- | --------- |
| Température minimale moyenne (°C)     | 0,5            | 0,6              | 3,2              | 5,9           | 9,9             | 13,2           | 14,8           | 14,4           | 11,1            | 8,4             | 4               | 1,4            | 7,3       |
| Température moyenne (°C)              | 3,4            | 4,4              | 8,2              | 11,4          | 15,5            | 19,3           | 21,3           | 21,1           | 17              | 12,8            | 7,3             | 4,1            | 12,2      |
| Température maximale moyenne (°C)     | 6,2            | 8,1              | 13,1             | 16,8          | 21,1            | 25,3           | 27,8           | 27,7           | 22,8            | 17,2            | 10,6            | 6,8            | 17        |
| Record de froid (°C) date du record   | −23 06.01.1971 | −16,5 18.02.1969 | −12,5 08.03.1971 | −6,2 08.04.03 | −2,5 04.05.1967 | 2,5 05.06.1975 | 3,8 06.07.1965 | 3,6 27.08.1966 | −0,8 18.09.1971 | −7,1 31.10.1997 | −9,9 23.11.1998 | −16,3 20.12.09 | −23 1971  |
| Record de chaleur (°C) date du record | 18,9 10.01.15  | 20,6 24.02.21    | 25,2 22.03.1990  | 30 23.04.07   | 34,3 24.05.09   | 38,7 22.06.03  | 39,2 24.07.19  | 41,3 13.08.03  | 34,5 04.09.05   | 30 09.10.23     | 22,4 08.11.15   | 19 18.12.1989  | 41,3 2003 |
| Précipitations (mm)                   | 61,5           | 52,8             | 56               | 75,2          | 82,8            | 76,7           | 80,8           | 71,1           | 85,9            | 102,8           | 96,4            | 67,1           | 909,1     |

## Urbanisme

### Typologie
Au 1er janvier 2024, Marlieux est catégorisée bourg rural, selon la nouvelle grille communale de densité à 7 niveaux définie par l'Insee en 2022.
Elle est située hors unité urbaine. Par ailleurs la commune fait partie de l'aire d'attraction de Lyon, dont elle est une commune de la couronne,. Cette aire, qui regroupe 397 communes, est catégorisée dans les aires de 700 000 habitants ou plus (hors Paris),.

## Histoire

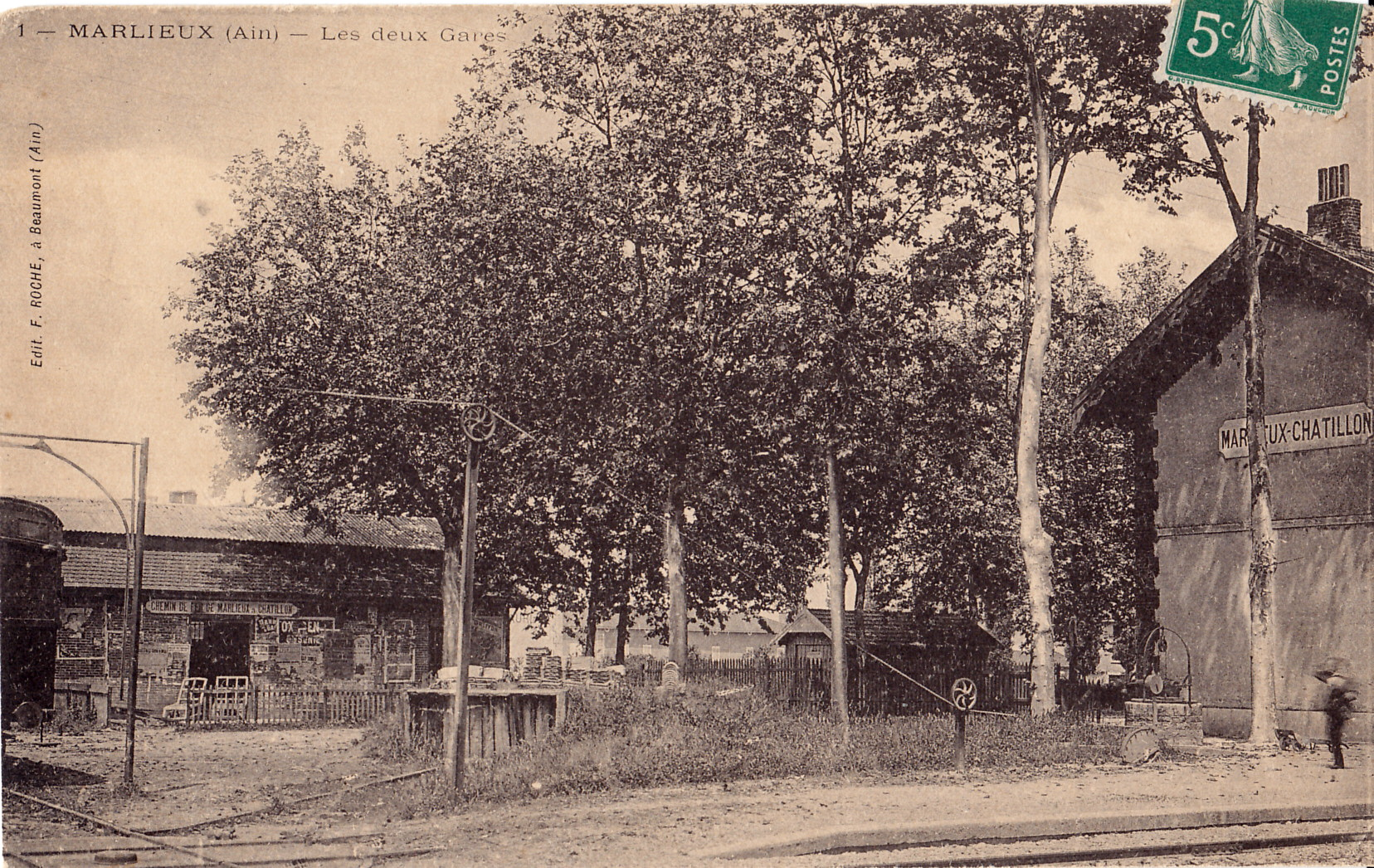
La gare de Marlieux - Châtillon avant la Première Guerre mondiale.
Au premier plan, les quais du PLM, au second plan la gare du MC.

## Politique et administration
| Période                                  | Période    | Identité            | Étiquette | Qualité  |
| ---------------------------------------- | ---------- | ------------------- | --------- | -------- |
| Les données manquantes sont à compléter. |            |                     |           |          |
| juin 1995                                | mars 2008  | Paul Michaud        |           |          |
| mars 2008                                | avril 2014 | Robert Deplatière   |           |          |
| avril 2014                               | En cours   | Jean-Paul Grandjean | SE        | Retraité |

### Élection municipale de 2014
Le premier tour des élections municipales françaises de 2014 n'a pas eu lieu à Marlieux, faute de candidat. Toutefois une liste est montée in extremis pour le second tour évitant ainsi pour la commune, la tutelle administrative de la préfecture de l'Ain.

## Démographie
L'évolution du nombre d'habitants est connue à travers les recensements de la population effectués dans la commune depuis 1793. Pour les communes de moins de 10 000 habitants, une enquête de recensement portant sur toute la population est réalisée tous les cinq ans, les populations de référence des années intermédiaires étant quant à elles estimées par interpolation ou extrapolation. Pour la commune, le premier recensement exhaustif entrant dans le cadre du nouveau dispositif a été réalisé en 2005.
En 2022, la commune comptait 1 186 habitants, en évolution de +11,05 % par rapport à 2016 (Ain : +5,15 %, France hors Mayotte : +2,11 %).
| 1793 | 1800 | 1806 | 1821 | 1831 | 1836 | 1841 | 1846 | 1851 |
| ---- | ---- | ---- | ---- | ---- | ---- | ---- | ---- | ---- |
| 363  | 355  | 355  | 407  | 391  | 385  | 430  | 454  | 476  |

| 1856 | 1861 | 1866 | 1872 | 1876 | 1881 | 1886 | 1891 | 1896 |
| ---- | ---- | ---- | ---- | ---- | ---- | ---- | ---- | ---- |
| 460  | 494  | 527  | 631  | 664  | 717  | 716  | 704  | 682  |

| 1901 | 1906 | 1911 | 1921 | 1926 | 1931 | 1936 | 1946 | 1954 |
| ---- | ---- | ---- | ---- | ---- | ---- | ---- | ---- | ---- |
| 700  | 716  | 756  | 652  | 614  | 720  | 659  | 647  | 691  |

| 1962 | 1968 | 1975 | 1982 | 1990 | 1999 | 2005 | 2006 | 2010 |
| ---- | ---- | ---- | ---- | ---- | ---- | ---- | ---- | ---- |
| 624  | 641  | 632  | 679  | 633  | 677  | 742  | 759  | 887  |

| 2015  | 2020  | 2022  | - | - | - | - | - | - |
| ----- | ----- | ----- | - | - | - | - | - | - |
| 1 070 | 1 179 | 1 186 | - | - | - | - | - | - |

## Culture et patrimoine

### Lieux et monuments
- Maison forte de la Ville-sur-Marlieu citée en 1280 et restaurée au XIXe siècle[17].
- Église Saint-Pierre-aux-Liens.
- Gare de Marlieux - Châtillon.

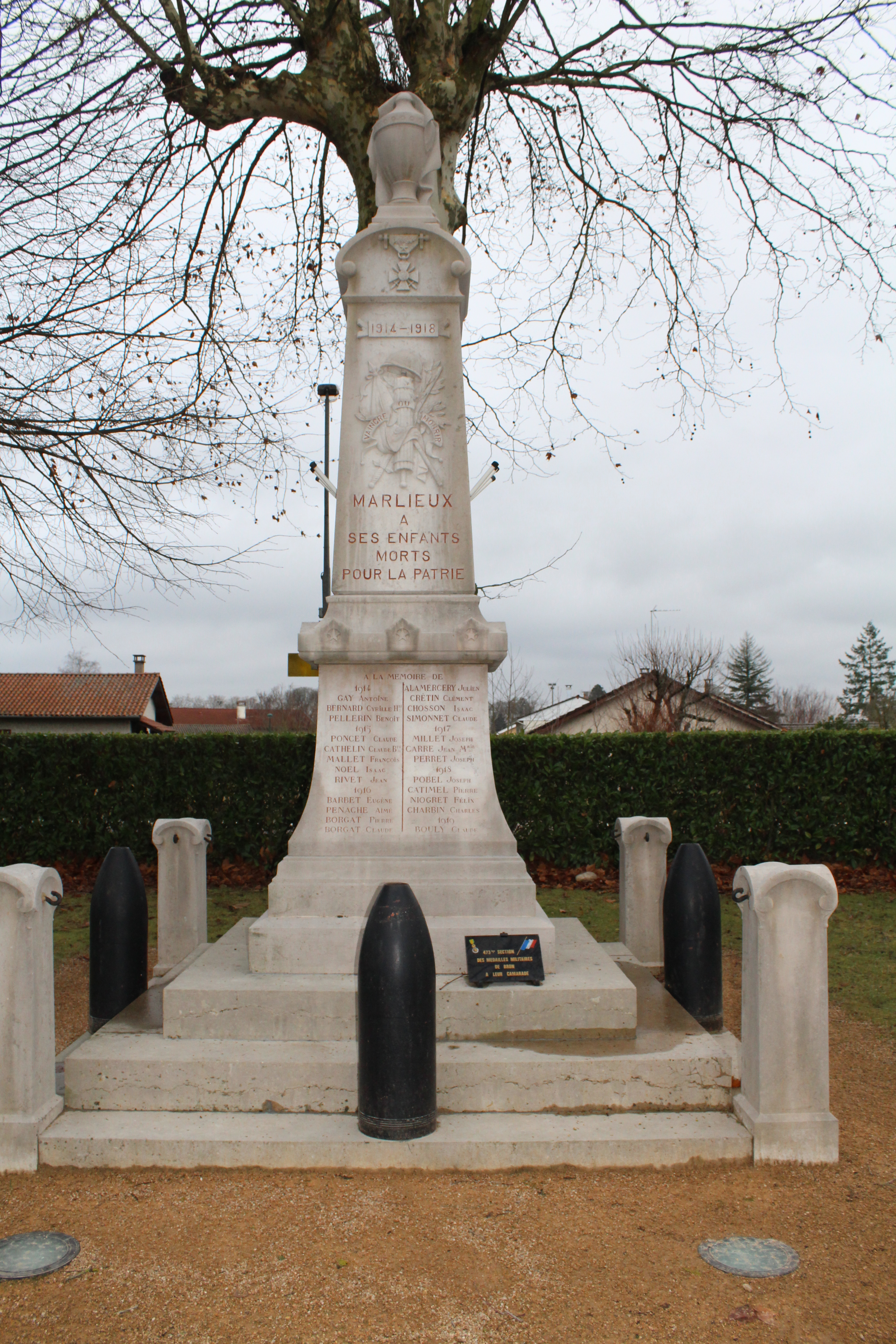
Monument aux morts situé à proximité de la gare.
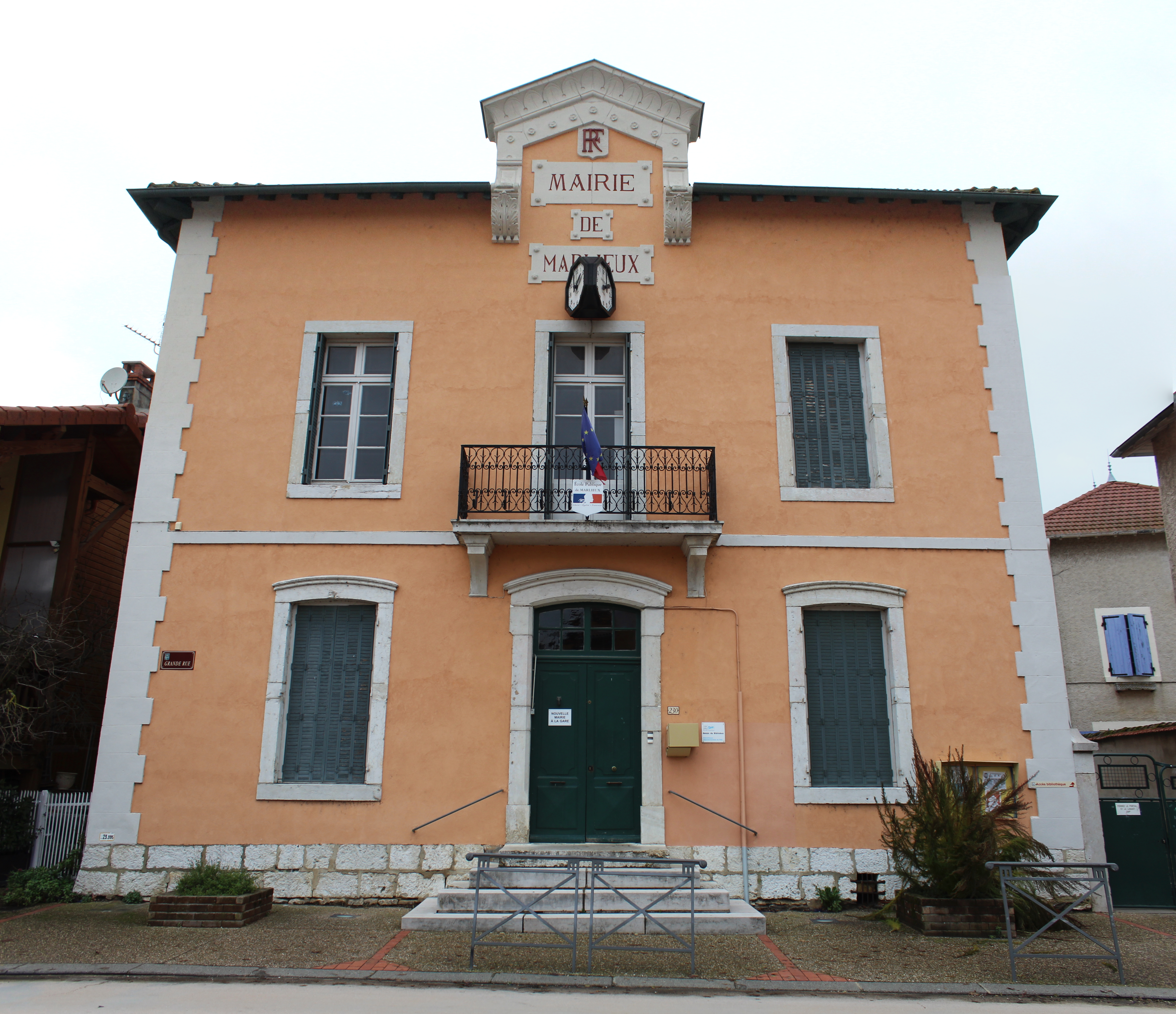
L'ancienne mairie.
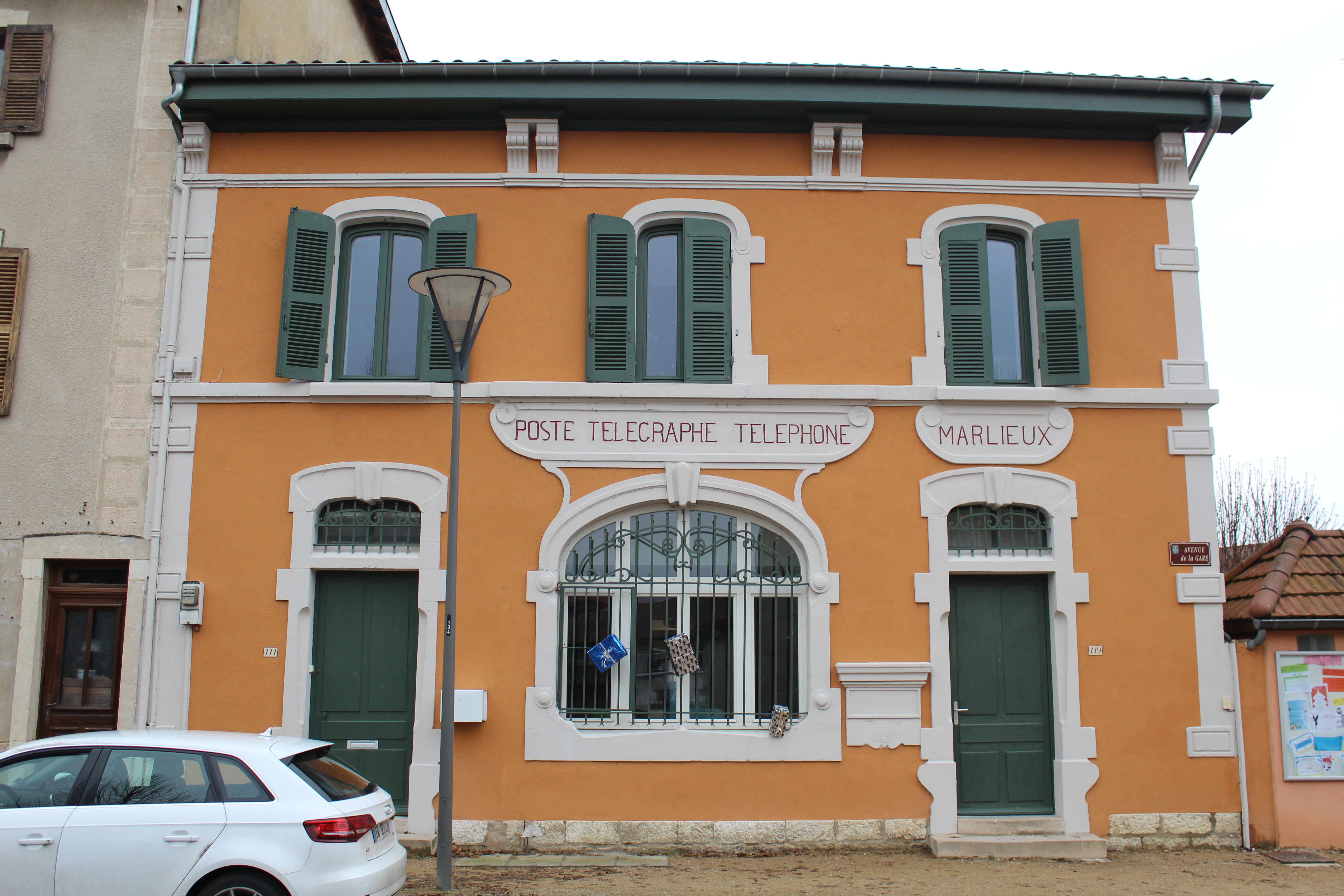
L'ancien bureau de poste.
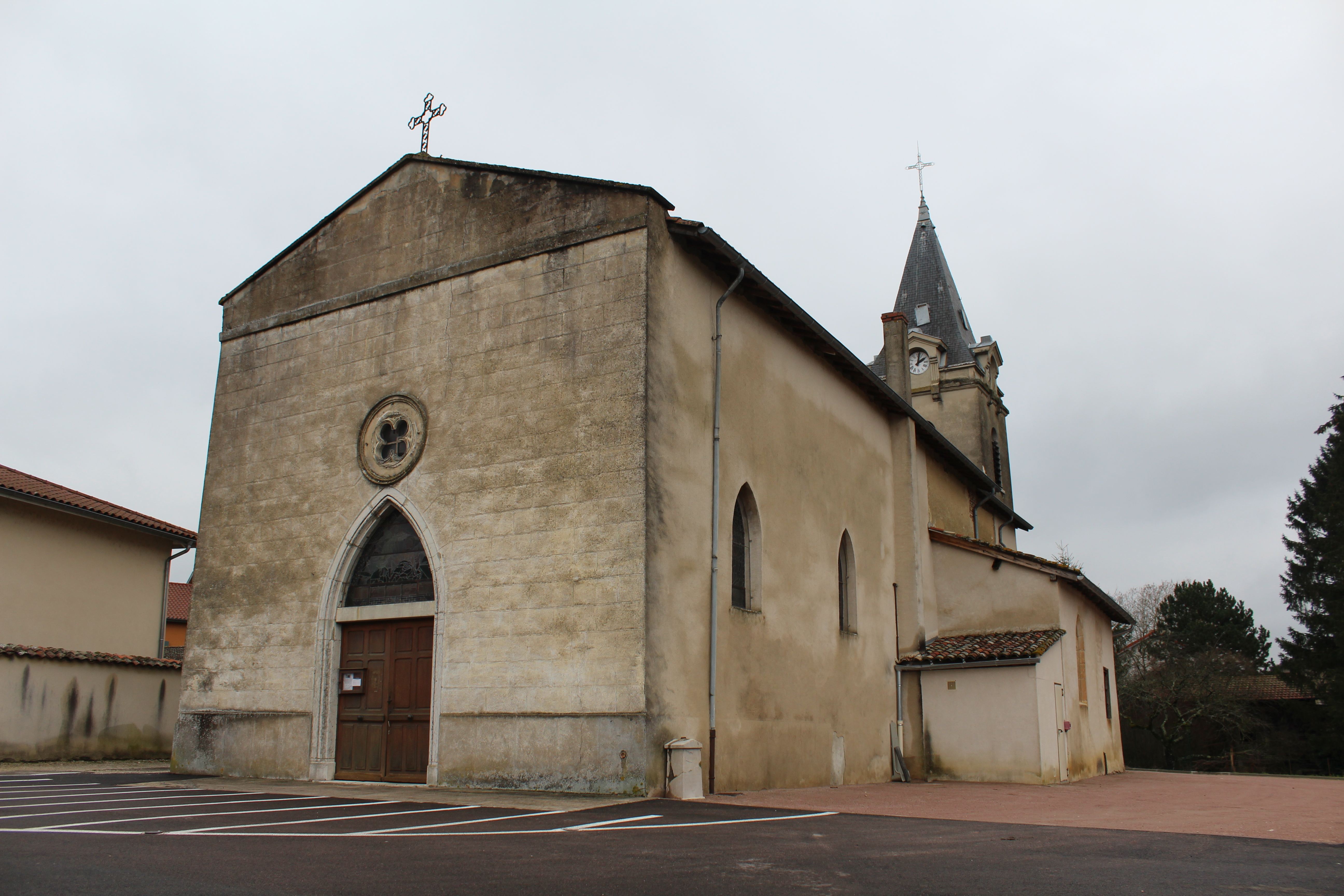
Église Saint-Pierre-aux-Liens.

### Personnalités liées à la commune
- Victor Darme (1868-1942), homme politique français et député du Rhône, est né à Marlieux.
- Hubert Bourdy (1957-2014), cavalier international et médaillé olympique, s'était installé à Marlieux en 1989[18].

### Héraldique
| Blason de Marlieux | Blason  | D'azur à trois fleurs de lis d'or accompagnées d'un jonc feuillé d'argent. |
| Blason de Marlieux | Détails | Le statut officiel du blason reste à déterminer.                           |